# Agnatisk härstamning
Agnatisk härstamning, även kallad patrilinjär härstamning (engelska patrilineal descent eller patriline), är en härstamning enbart genom män. Ordet patrilinjär kommer från latin: pater, fader. Det handlar i allmänhet om arv av egendom, rättigheter, namn eller titlar av personer som är relaterade genom manliga släktingar.

## Definition
Agnatisk härstamning är alltså en persons släktförhållande till sin far, farfar, farfars far, farfars farfar o.s.v. Annorlunda uttryckt, med personerna i omvänd ordning, är det ett släktförhållande mellan en manlig släkting och dennes ättling där alla mellanliggande generationer är män. Den enda som kan vara kvinna i detta släktskap är den yngsta personen. För flera av synonymerna nedan gäller dock att även den yngsta personen ska vara man.

## Synonymer
- Svärdslinje, manlig släktlinje, manslinje.
- Svärdssida, manssida. Dessa ord kan dock även användas i betydelsen män i allmänhet.
- Farslinje, faderslinje, fädernelinje. Mindre vanligt inom släktforskning. Vanligare inom t.ex. genetik och djuravel.
- Agnater. Har dock även andra betydelser.

## Inte (nödvändigtvis) agnatisk/patrilinjär härstamning
- Uttrycket att vara släkt "på fädernet" behöver inte innebära en agnatisk härstamning eftersom det t.ex. kan innebära ett släktskap via farmodern.
- Uttrycket "härstammar i rakt nedstigande led från" eller, i omvänd riktning, "förfader i rakt uppstigande led till" avser i genetiska sammanhang antingen strikt agnatisk/patrilinjär härstamning (exempelvis farfars farfar respektive sonsons sonson), eller strikt matrilinjär härstamning (mormors mormor respektive dotterdotters dotterdotter), så att personerna tillhör nästan identiska haplogrupper.[1] I andra sammanhang kan det emellertid åsyfta en biologiska ana respektive ättling längs en blandad manlig och kvinnlig släktlinje (exempelvis morfars farmor),[2] men inte en blandning av släktriktningar (exempelvis farbrors son).

## Andra typer av härstamning
- Matrilinjär härstamning, som innebär släktskap enbart genom kvinnor, det vill säga mor, mormor, mormors mor och så vidare.
- Unilinjär härstamning, som är ett samlingsbegrepp för agnatisk/patrilinjär och matrilinjär härstamning.
- Kognatisk härstamning, som innebär härstamning oavsett kön på personerna i de olika generationerna. Enda anledningen till att använda uttrycket kognatisk härstamning i stället för bara härstamning, är då man vill förtydliga att det inte enbart handlar om agnatisk/patrilinjär eller matrilinjär härstamning. (Ibland kan man se att ordet kognatisk, i olika sammansättningar, felaktigt kallas för motsats till agnatisk. Motsatsen till agnatisk är icke-agnatisk.)

## Y-kromosoms-Adam
Alla nu levande människor i hela världen kommer tillbaka till en och samma man då de följer sin agnatiska härstamning tillräckligt långt bakåt, d.v.s. åtskilliga tiotusentals år. Han kallas Y-kromosoms-Adam.